# Matti Aarnio
Matti Armas Aarnio (Kouvola, 24 febbraio 1901 – Helsinki, 16 dicembre 1984) è stato un militare finlandese, colonnello dell'esercito finlandese specializzato nelle manovre di accerchiamento e nell'annientamento delle sacche (motti in finlandese) sovietiche, tanto da guadagnarsi il soprannome di Motti-Matti.

## Biografia
Matti Aarnio nacque a Kouvola nel 1901, figlio di Alfred Aarnio e Serafiina Vilen. Frequentò il liceo e si diplomò ragioniere nel 1917. Nello stesso anno, allo scoppio della guerra civile finlandese, si unì alla Guardia Bianca come volontario e combatté sul fronte di Savo. Successivamente prese anche parte, come molti altri finlandesi, alle guerre d'indipendenza estone e lettone, e alla spedizione di Aunus in Carelia orientale.
Aarnio venne trasferito dal servizio militare attivo alla riserva ufficiali nel 1920, presso il Reggimento di Viipuri. Si diplomerà alla Scuola Cadetti nel 1926 e all'Accademia Militare nel 1933. Nel frattempo, nel 1929, venne promosso capitano e assegnato all'ufficio relazioni estere dello stato maggiore.
Allo scoppio della guerra d'inverno, Aarnio venne promosso maggiore e assegnato al comando del 4º Battaglione Jäger, schierato a nord del lago Ladoga. Divenne celebre per aver magistralmente guidato gli scontri contro le truppe sovietiche accerchiate, specialmente durante la battaglia di Lemetti, impiegando i suoi migliori otto battaglioni, compreso il proprio, per attaccare di notte a distanza ravvicinata le sacche di resistenza dell'Armata Rossa. Le sue tattiche si rivelarono estremamente efficaci nonostante l'inferiorità numerica dei finlandesi, e in seguito gli venne dato il soprannome di "Motti-Matti", a causa dell'assonanza tra il suo nome e la parola "sacca".
Durante la guerra di continuazione, Aarnio fu promosso colonnello e messo al comando del 9º Reggimento di Fanteria, con il quale prenderà parte alla riconquista finlandese della Carelia nel 1941. Nel dicembre dello stesso anno verrà trasferito al comando del 56º Reggimento, mentre durante la guerra di Lapponia guiderà il 2º Battaglione Jäger.
Nel 1945 venne arrestato dalla Polizia di Stato finlandese, controllata dai comunisti, ma riuscì a fuggire in Svezia. Da lì proseguì per gli Stati Uniti e infine il Venezuela, a Caracas, dove aiutò il connazionale Lauri Törni ad espatriare illegalmente nel 1950. Aarnio fece ritorno in Finlandia nel 1952, trovando lavoro nel settore assicurativo. Nel 1966 pubblicò Il miracolo della guerra d'inverno.

## Opere
- Il miracolo della guerra d'inverno, Gummerus, Jyväskylä, 1966